# Grande Prêmio Diputación de Pontevedra
O Grande Prêmio Diputación de Pontevedra é uma corrida de ciclismo disputada em Pontevedra em Galiza, na Espanha.
De 2007 a 2011, está inscrita ao calendário da Copa da Espanha de ciclismo.

## Palmarés
| Ano   | Ganhador             | Segundo                  | Terceiro         |
| ----- | -------------------- | ------------------------ | ---------------- |
| 2002  | Luis Fernández       | Lisandro Cruel           | Juan Marzoa      |
| 2007. | José Luis Ruiz       | Rafael Rodríguez Segarra | Carlos Bruquetas |
| 2008  | Javier Chacón        | Sergio Casanova          | Marcos García    |
| 2009. | José Vicente Toribio | Daniel Ania              | Sergio Casanova  |
| 2010. | Raúl Alarcón         | Ignacio Pérez            | Víctor Cabedo    |
| 2011  | Bruno Saraiva        | Victor Valinho           | Fábio Silvestre  |